# Opacifrons moravica
Opacifrons moravica är en tvåvingeart som först beskrevs av Rohacek 1975.  Opacifrons moravica ingår i släktet Opacifrons och familjen hoppflugor. Inga underarter finns listade i Catalogue of Life.